# Twinnia sedecimfistulata
Twinnia sedecimfistulata är en tvåvingeart som beskrevs av Rubtsov 1955. Twinnia sedecimfistulata ingår i släktet Twinnia och familjen knott. Inga underarter finns listade i Catalogue of Life.